# Jelena Dokić
Jelena Dokić (Јелена Докић), född 12 april 1983 i Osijek, Kroatien (dåvarande Jugoslavien), är en australisk högerhänt före detta professionell tennisspelare.
Jelena Dokić blev professionell tennisspelare på WTA-touren 1998. Under sin karriärs topp spelade hon för Serbien och Montenegro och nådde sin bästa singelranking som nummer 4 i världen (augusti 2002) och som nummer 10 i dubbel (februari 2002). 
Efter ständigt återkommande familjeproblem (särskilt från hennes fars sida) föll Dokic snabbt i ranking och spelade under långa perioder inte alls på touren. Nu återvänder hon sakta till topptennisen och efter att ha vunnit tre ITF titlar år 2008, har hon ökat rankingen till plats 175 i singel (27 oktober 2008).
Jelena Dokić deltog i det australiska Fed Cup-laget 1999-2000.

## Tenniskarriären

### Juniorkarriären
Dokic var en fulländad juniorspelare. 1998 vann hon flicksingeln i US Open, och dubbeltiteln vid Franska öppna, tillsammans med Kim Clijsters. Hon slutade säsongen som världsetta på juniorsingelrankingen och som nummer 8 på dubbelrankingen.

### 1999
Dokić började året med att vinna Hopman Cup tillsammans med Mark Philippoussis. Hon tilldelades därefter ett wildcard in till Australian Open, där hon vann två omgångar innan hon fick se sig besegrad av världsettan Martina Hingis med 6-1, 6-2. Dokic fick sitt stora genombrott vid Wimbledon samma år. Efter att ha kvalat in till turneringen orsakade hon en av tennishistoriens största skrällar, genom att krossa världsettan Hingis med 6-2, 6-0 i första omgången. Med sin dåvarande ranking som 129:a, blev Dokić den lägst rankade spelaren dittills som slagit en toppseedad spelare i Grandslamsammanhang. Hon lyckades även besegra den niondeseedade Mary Pierce i två raka set, innan hon förlorade kvartsfinalen mot Alexandra Stevenson med 6-3, 1-6, 6-3. Dokić nådde även sin första WTA-dubbelfinal med Amanda Coetzer i Tokyo. Under 1999 klättrade Jelena på rankingen 298 placeringar och avslutade året som 43:a i världen.

### 2000
Dokić blev besegrad i Australiska öppnas första omgång, av Rita Kuti-Kis från Ungern med 6-1 2-6 6-3. Efter matchen sa Dokic: "Jag förlorade mot en spelare som aldrig har varit någon spelare, och kommer förmodligen aldrig att bli det heller" . Det här uttalandet resulterade i många kritiska anmärkningar om Dokic, både från media och tennisvärlden.
Under grus säsongen, nådde Dokic tre kvartsfinaler i Tier I tävlingarna i Hilton Head, South Carolina och Rom (där hon bland annat besegrade Venus Williams på vägen), och vann Fed Cup segrar mot Kim Clijsters, Anna Kournikova och Sandrine Testud.
Hon åkte ur Franska öppna i andra omgången.
Hennes framgång i Wimbledon fortsatte. Hon förlorade semifinalen mot Lindsay Davenport med 6-4, 6-2. Jelena nådde därefter kvartsfinalen i US Open, där hon fick se sig besegrad av Serena Williams med 7-6(7), 6-0. Vid Olympiska spelen 2000, där hon representerade Australien, förlorade hon bronsmatchen mot Monica Seles med 6-1, 6-4. I dubbeln spelade Dokic ihop med Rennae Stubbs, men de förlorade i andra omgången. Jelena avslutade året som 26:e rankad.

### 2001
Dokic började att spela för Jugoslavien med start från Australiska öppna. Hennes far Damir Dokic, påstod att lottningen var riggad efter dotterns respass i första omgången mot Lindsay Davenport. Han blev senare bannlyst från turneringen på grund av sitt opassande beteende. Efter turneringen flyttade familjen till USA.
I maj vann Dokic sin första singeltitel på WTA-touren i Rom, genom att finalbesegra Amelie Mauresmo med 7-6(3), 6-1. Senare samma år bildade hon lag med Conchita Martinez i dubbel, och paret nådde finalen i Franska Öppna. Där fick de se sig besegrade av Virginia Ruano Pascual och Paola Suarez i två raka set.
På hösten tog Dokic sin andra titel genom att finalbesegrade Arantxa Sánchez Vicario på hard court i Tokyo (6-4, 6-2). Sin tredje singeltitel vann hon också 2001 i Moskva genom finalseger över Jelena Dementieva (6-3, 6-3). Förutom det vann Jelena även dubbeln i Linz, tillsammans med Nadia Petrova, och kvalade sig till WTA Tour Championships där hon förlorade kvartsfinalen mot Serena Williams, 7-6(1), 6-0. Hon slutade året som nr.8 i världen.

### 2002
Dokic nådde finalen i Open Gaz de France där hon var tvungen att lämna återbud mot Venus Williams, efter att ha åkt på en sträckning i det högra låret dagen innan, då hon för första gången besegrat Monica Seles. I april vann hon sin fjärde singeltitel i Sarasota, Florida (finalseger över Tatiana Panova 6-2, 6-2). Vid turneringen i Hamburg lyckades Dokic besegra Justine Henin med 7-6(3), 7-6(3), men var tvungen att se sig besegrad i semifinalen. Dokic lyckades inte försvara sin titel från Rome Masters, utan förlorade mot Anastasia Myskina i tredje omgången. I Strasbourg nådde hon sin femte WTA-final, men förlorade mot Silvia Farina Elia med 6-4 3-6 6-3. Vid Franska öppna besegrades Jelena i kvartsfinalen, av den topseedade amerikanskan Jennifer Capriati, 6-4, 4-6, 6-1. 
Dokic vann därefter sin femte singeltitel genom att finalbesegra Anastasia Myskina med 6-2, 6-3, i Birmingham. Hon förlorade den fjärde omgången i Wimbledon mot Daniela Hantuchova, 6-4 7-5.
Efter Wimbledon nådde Dokic finalen i Aura Classic i San Diego, genom att för första gången besegra Capriati i en tre settare. Hon förlorade dock finalen mot Venus Williams med 6-2, 6-2. Hon kom även till semifinal i Los Angeles, där resan tog slut mot Chanda Rubin, och i Montréal, efter att ha besegrat Martina Hingis med 6-4, 6-3. Jelena lämnade dock återbud i finalen mot Capriati grund av skada. Trots förlust i två raka set mot Jelena Bovina i US Opens andra omgång, nådde Dokic sin högsta ranking, som nr.4 i världen.
Jelena spelade sig därefter fram till semifinal både i Bahia och Tokyo. Hon kvalificerade sig återigen till WTA Tour Championships, där hon förlorade kvartsfinalen mot Serena Williams med 7-6(1) 6-0. Hon avslutade året som 9:e rankad.
I dubbel vann Dokic titlarna i Sarasota (med Jelena Likhovtseva), Los Angeles (med Kim Clijsters) och Linz (med Nadia Petrova). Den här framgången resulterade i att Dokic även nådde sin högsta dubbelranking, som nummer 10 i världen.

### 2003
Efter att Dokic bröt kontakten med sin kontroversielle far (Damir Dokić) som dessutom var hennes tränare, började problemen i hennes karriär. Hon anställde den kroatiska tränaren Borna Bikic (samtidigt som hon var ihop med hans bror, Tin), i strid mot fadern Damir, som misstyckte om dotterns bägge val. Familjeprobemen avspelglade sig på hennes tennis och Dokic började rasa ner på rankingen. 
Förluster i första och andra omgångar blev allt vanligare, samtidigt som Jelena tydligt led av sitt dåliga självförtroende. Damir, som inte längre var en del av hennes liv rent fysiskt, fortsatte att vara närvarande i form av att kritisera dotterns val offentligt. Vid ett tillfälle kallade han Jelenas dåvarande pojkvän Enrique Bernoldi (före detta Formel 1 förare) för "en idiot".
Dokic spelade matcher vid trettio turneringar, nådde en final, en semifinal och sju kvartsfinaler. I Zürich slog hon ut världsettan Kim Clijsters för att sedan förlora mot Justine Henin i finalen. Hon nådde även en dubbelfinal i Rom, tillsammans med Nadia Petrova.

### 2004-2005
I mitten av 2004 återvände Dokic till sin familj i Serbien, i hopp om att få ordning på sitt liv och vinna tillbaka självförtroende. Försöket blev dock misslyckat, och i november år 2005, efter en turbulent period på 4-5 månader, där hon dragit sig ur all tennis och inte ens familjen kände till var hon befann sig, återvände Dokic till Australien och utropade: "Jag vill spela för Australien igen" .

### 2006
För första gången på 5 år började Dokic spela under Australiens flagga. Hon tilldelades ett wildcard till ASB Classic i Auckland men förlorade första matchen mot Julia Schruff med 5-7, 7-6(3), 6-1, där hon slog hela 51 lätta misstag och 28 dubbelfel. Dokic vann sedan wildcardslutspelet till Australiska öppna och fick därmed en plats i huvudturneringen. Hon hade en matchboll på sin motståndare Virginie Razzanos serve, och slog vad hon trodde var en forehandvinnare, men huvuddomaren dömde ut bollen till hennes förtvivlan. Jelena förlorade matchen med 3-6, 7-6(6), 6-1, och slog hela 70 lätta misstag. Senare under året tilldelades Dokic ett wildcard till kvalturneringen i Wimbledon. Hon förlorade dock en tuff tre settare mot Alexandra Stevenson, 4-6, 7-6(4), 6-2, och misslyckades därmed att kvala in till huvudturneringen. Under ledning av hennes nya tränare Nikola Pilic kvalade Dokic in till en $10 000-turnering i Tyskland, efter ett uppehåll på över tre månader på grund av skada. Hon nådde semifinal innan hon fick se sig besegrad av Astrid Besser 3-6, 6-3, 7-6(5). I slutet av november förnekade Dokic rykten från Damir, som påstod att dottern kidnappats av pojkvännen Tim Bikic. I en intervju sade hon att hon inte kommer medverka i Australiska öppna 2007, eftersom hon inte var redo och hennes mål var att komma tillbaka till top 30. Kort därefter lämnade Dokic Nikola Pilic tennis academy och återgick till sin gamla tränare, Borna Bikic. Dokic påstod att hon inte var nöjd med kontraktet som Pilics Academy erbjöd henne.

### 2007
Efter att ha dragit sig ur flera ITF turneringar under de första månaderna, åkte Dokic tidigt ur två $10 000-turneringar i Rom. Jelena fortsatte därefter att dra sig ur turneringar, på grund av en handledsskada som stört henne under en längre period. I oktober gav Dokic ett uttalande genom det australiska tennisförbundet (TA), där hon tillkännagav att hon kommer använda deras faciliteter i ett försök till en lyckad comeback. Hon sade att hon nu var redo att lägga ner allt det hårda arbete som krävs för att komma tillbaka till toptennisen. Hon skulle ha Mary Pierce, Jennifer Capriati och Andre Agassi som inspiration under den långa vägen tillbaka till målet att ännu en gång få spela tennis på högsta nivå. Dokics efterlängtade comeback kom under wildcard slutspelet till Australiska öppna, där hon hoppades få erhålla ett wildcard till 2008 års första Grand Slam-turnering. Hon var dessvärre tvungen att bryta kvartsfinalen på grund av en sträckning i låret.

### 2008
Dokic tilldelades ett wildcard till kvalet av Moorilla Hobart International, där hon vann fyra matcher och kom till andra omgången i huvudturneringen. Hon var tvungen att lämna återbud i sin match mot Flavia Pennetta på grund av en vristskada. Dokic fick därefter ännu ett wildcard, den här gången till kvalet av Australiska öppna, där hon förlorade sin andra match.
Efter ett tre månaders långt uppehåll var Dokic tillbaka i spel och kvalade in till WTA-turneringen Grand Prix de SAR La Princesse Lalla Meryem i Fès. Hon förlorade dock första omgången mot Greta Arn.
Följande vecka spelade Dokic en $25 000 ITF-turnering i Florens, Italien. Efter att ha lyckats kvala in i turneringen gick Jelena hela vägen fram och vann sin första ITF titel. Hon räddade bland annat två matchbollar mot Mirjana Lucic i kvartsfinalen och finalbesegrade den sjunde seedade tjeckiskan Lucie Hradecka, med 6-3, 6-1. En vecka senare, vann Dokic ännu en $25 000 ITF-turnering. Den här gången i Caserta, Italien. Hon erbjöds därefter ett wildcard till Internationaux de Strasbourg där hon förlorade den första omgången mot Timea Bacsinszky från Schweiz.
I juli vann Dokic sin tredje ITF titel i Darmstadt, efter att i finalen ha krossat den sjundeseedade holländskan Michelle Gerards med 6-0, 6-0.
Därefter följde en period med mindre lyckade resultat, och Dokic tog ett tillfälligt uppehåll och drog sig ur alla turneringar under september månad. Hon återvände i mitten av oktober, efter att ha erhållit ett wildcard till kvalet i WTA-turneringen i Linz. Hon vann den första matchen mot den unga kroatiska talangen, Petra Martic, men förlorade den andra kvalomgången mot den 63:e rankade amerikanskan, Jill Craybas, och misslyckades därmed att kvala in till huvudturneringen.
I en intervju gjord av Reuters, uppgav Dokic att hon kommer fortsätta med den hårda vägen tillbaka till världstennisen, och ser topp 20 som ett rimligt mål inför nästa säsong .
I en artikel av The Age nämndes det att Dokić skulle återvända till Australien i början av december och medverka i årets wildcardslutspel för att försöka intjäna ett wildcard till Australiska öppna 2009 .
Dokic gick vidare till kvartsfinal som tvåa i sin grupp, efter två vinster och en förlust. I kvartsfinalen besegrade hon Brittany Sheed med 6-2, 6-2 och fortsatte med imponerande siffror i semifinalen, där hon besegrade Emelyn Starr, 6-1, 6-1. I en jämn final där Monika Wejnert stod som motståndare (samma spelare som besegrade Dokic i gruppspelet) lyckades Jelena vinna med 6-7(3), 7-5 6-3 och säkrade en plats i årets första Grand Slam-turnering – Australiska öppna. Efter vinsten sade Dokic: 
| ”                 | "Some players just don't have it mentally to go through all that hard work, which I find is not a problem with me." | „ |
| – Jelena Dokic, . | |   |

Dokic avslutade året på 178:e plats, vilket är hennes bästa ranking sedan 2004.

### 2009

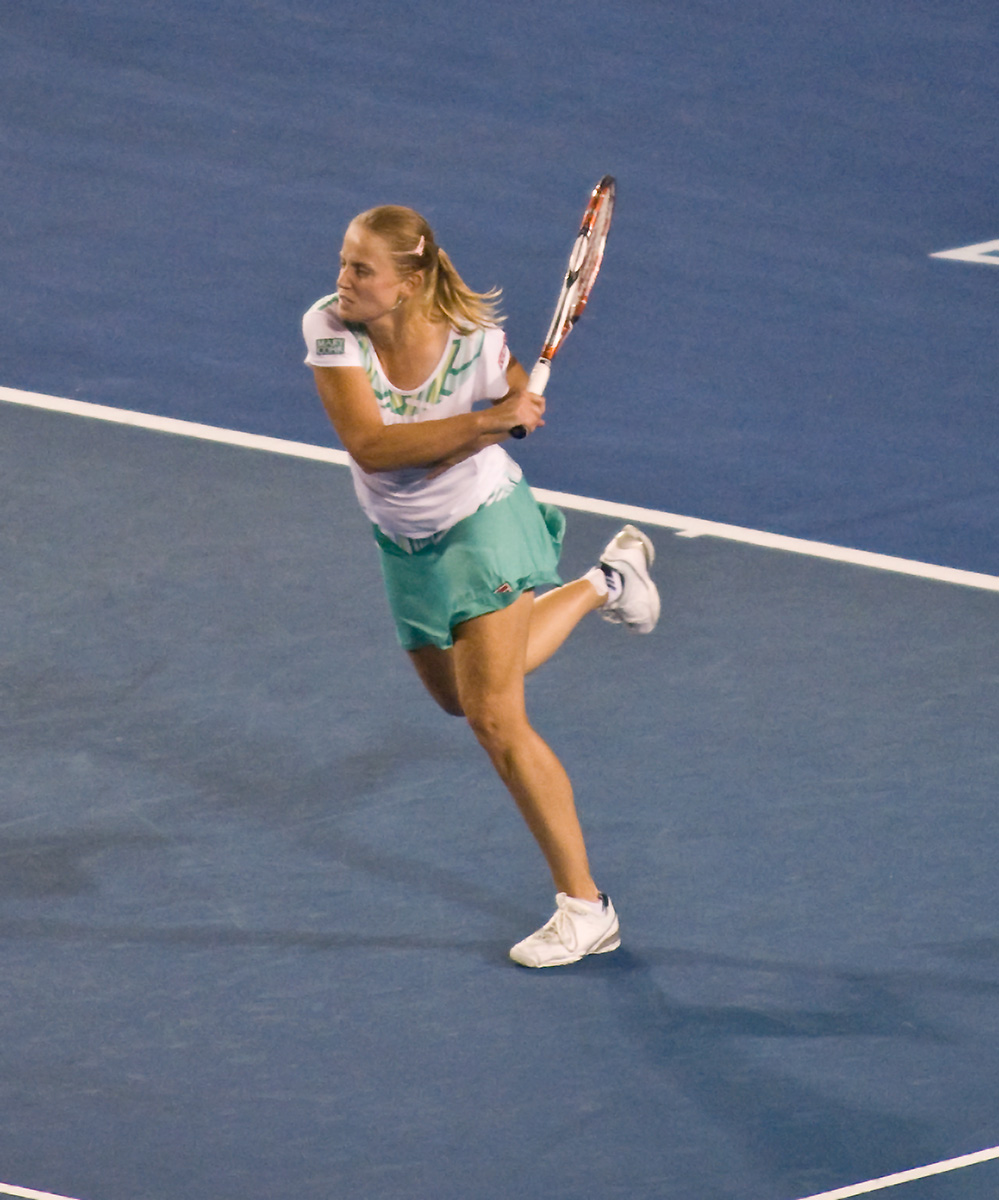
Jelena Dokić i Australiska öppna 2009

Dokic tilldelades ett wild card till Brisbane International, en ny tennisturnering för både herrar och damer. I första omgången ställdes hon mot tufft motstånd i form av fransyskan Amélie Mauresmo. Matchen blev mycket jämn med två tiebreak-set men istället för att vara till Dokics fördel var det Mauresmo som vann med setsiffrorna 7-6(9), 7-6(5). Anmärkningsvärt var att Dokic hade fem setbollar i första set men förlorade alla.
Dokic fick därefter ett wild card till kvalet till Moorilla Hobart. Hon drog sig dock ut tävlingen, med bara timmar kvar till första matchen, på grund av en sträckning i hälsenan som hon ådrog sig på träningen dagen innan.
I Australiska öppna kom den sensationella comebacken som många väntat på. Jelena Dokic nådde kvartsfinal, efter att bland annat ha besegrat Anna Tjakvetadze och elfteseedade danskan Caroline Wozniacki på vägen. Ryskan Dinara Safina satte dock stopp på Dokics sagolika resa, efter att ha vunnit den tuffa kvartsfinalen med 6-4 4-6 6-4. Den här bedriften gjorde att Dokic återvände till topp 100 för första gången på 5 år.

## Spelaren och personen
Jelena Dokić emigrerade 1994 tillsammans med sina föräldrar Damir och Liljana, och sin åtta år yngre bror, Savo, till Australien. Som tennisspelare beskrivs Dokic som målmedveten och motiverad. Hon har Steffi Graf som förebild bland tennisspelare. 
Hennes uppmärksammade temperamentsfulle far och tidigare tränare, Damir Dokić, har varit inblandad i ett flertal skandalartade händelser som överskuggat dotterns tennisprestationer. Bland annat har han hotat att kidnappa sin dotter Jelena och bombhotat Sydney .

## WTA-titlar
| Teckenförklaring  |
| Grand Slam        |
| WTA Championships |
| Tier I (2)        |
| Tier II (1)       |
| Tier III (1)      |
| Tier IV & V (1)   |
| ITF (3)           |

### Singel (8)
| Nr | Datum             | Turnering                  | Underlag  | Finalmotståndare        | Resultat    |
| 1. | 20 maj 2001       | Rom, Italien               | Grus      | Amélie Mauresmo         | 7–6(3), 6–1 |
| 2. | 23 september 2001 | Tokyo, Japan               | Hardcourt | Arantxa Sánchez Vicario | 6–4, 6–2    |
| 3. | 7 oktober 2001    | Moskva, Ryssland           | Matta     | Jelena Dementieva       | 6–3, 6–3    |
| 4. | 7 april 2002      | Sarasota, Florida, USA     | Grus      | Tatiana Panova          | 6–2, 6–2    |
| 5. | 16 juni 2002      | Birmingham, Storbritannien | Gräs      | Anastasia Myskina       | 6–2, 6–3    |
| 6. | 5 maj 2008        | ITF, Florens, Italien      | Grus      | Lucie Hradecká          | 6–1, 6–3    |
| 7. | 12 maj 2008       | ITF, Caserta, Italien      | Grus      | Patricia Mayr           | 6–3, 6–1    |
| 8. | 14 juli 2008      | ITF, Darmstadt, Tyskland   | Grus      | Michelle Gerards        | 6–0, 6–0    |

### Dubbel (4)
| Nr | Datum           | Turnering              | Underlag      | Partner            | Finalmoståndare                | Resultat         |
| 1. | 28 oktober 2001 | Linz, Österrike        | Hardcourt (i) | Nadia Petrova      | Els Callens Chanda Rubin       | 6–1, 6–4         |
| 2. | 7 april 2002    | Sarasota, Florida, USA | Grus          | Jelena Lichovtseva | Els Callens Conchita Martínez  | 6–7(5), 6–3, 6–3 |
| 3. | 11 augusti 2002 | Los Angeles, USA       | Hardcourt     | Kim Clijsters      | Daniela Hantuchová Ai Sugiyama | 6–3, 6–3         |
| 4. | 27 oktober 2002 | Linz, Österrike        | Matta (i)     | Nadia Petrova      | Rika Fujiwara Ai Sugiyama      | 6–3, 6–2         |

## Singel tidslinje
För att undvika förvirring och dubbla redigeringar, är informationen av den här tabellen uppdaterad senast efter turneringen Generali Ladies Linz i Linz, som slutade 26 oktober 2008.
| Turnering                | 1997          | 1998          | 1999          | 2000          | 2001          | 2002          | 2003          | 2004        | 2005          | 2006          | 2007          | 2008          | Karriär SR | Karriär V-F |
| ------------------------ | ------------- | ------------- | ------------- | ------------- | ------------- | ------------- | ------------- | ----------- | ------------- | ------------- | ------------- | ------------- | ---------- | ----------- |
| Grand Slam-turneringar   |               |               |               |               |               |               |               |             |               |               |               |               |            |             |
| Australiska öppna        | A             | A             | 3R            | 1R            | 1R            | A             | A             | A           | A             | 1R            | A             | LQ            | 0 / 5      | 3–5         |
| Franska öppna            | A             | A             | 1R            | 2R            | 3R            | KF            | 2R            | 1R          | A             | A             | A             | A             | 0 / 6      | 8–6         |
| Wimbledon                | A             | A             | KF            | SF            | 4R            | 4R            | 3R            | 1R          | A             | LQ            | A             | A             | 0 / 7      | 20–7        |
| US Open                  | A             | A             | 1R            | 4R            | 4R            | 2R            | 2R            | 1R          | A             | A             | A             | A             | 0 / 6      | 8–6         |
| Grand Slam vinst/förlust | 0–0           | 0–0           | 9–4           | 9–4           | 8–4           | 8–3           | 4–3           | 0–3         | 0–0           | 0–2           | 0–0           | 1–1           | 0 / 24     | 39–24       |
| Olympiska spel           |               |               |               |               |               |               |               |             |               |               |               |               |            |             |
| Olympiska sommarspel     | spelades inte | spelades inte | spelades inte | SF            | spelades inte | spelades inte | spelades inte | A           | spelades inte | spelades inte | spelades inte | A             | 0 / 1      | 4–2         |
| Year-End Championship    |               |               |               |               |               |               |               |             |               |               |               |               |            |             |
| WTA Tour Championships   | A             | A             | A             | A             | KF            | KF            | A             | A           | A             | A             | A             |               | 0 / 2      | 2–2         |
| WTA Tier I-turneringar   |               |               |               |               |               |               |               |             |               |               |               |               |            |             |
| Doha                     | Spelades inte | Spelades inte | Spelades inte | Spelades inte | inte Tier I   | inte Tier I   | inte Tier I   | inte Tier I | inte Tier I   | inte Tier I   | inte Tier I   | A             | 0 / 1      | 1–1         |
| Indian Wells             | A             | A             | A             | 3R            | A             | 3R            | 2R            | 2R          | LQ            | A             | A             | A             | 0 / 5      | 3–5         |
| Miami                    | A             | A             | A             | 2R            | KF            | 3R            | KF            | 4R          | A             | A             | A             | A             | 0 / 5      | 9–5         |
| Charleston               | A             | A             | A             | KF            | 1R            | 2R            | KF            | 2R          | A             | A             | A             | A             | 0 / 5      | 6–5         |
| Berlin                   | A             | A             | A             | A             | 2R            | 3R            | 3R            | 1R          | A             | A             | A             | A             | 0 / 4      | 3–4         |
| Rom                      | A             | A             | A             | KF            | V             | 3R            | 1R            | 1R          | A             | A             | A             | A             | 1 / 5      | 10-4        |
| Toronto / Montreal       | A             | A             | 2R            | 1R            | 3R            | SF            | 3R            | A           | A             | A             | A             | A             | 0 / 5      | 7–5         |
| Tokyo                    | A             | A             | A             | A             | A             | 2R            | KF            | SF          | A             | A             | A             | A             | 0 / 3      | 4–3         |
| Moskva                   | A             | A             | A             | 1R            | V             | 2R            | 1R            | A           | A             | A             | A             | A             | 1 / 4      | 5–3         |
| Zürich                   | A             | A             | A             | 2R            | F             | 2R            | F             | A           | A             | A             | A             | inte Tier I   | 0 / 4      | 9–4         |
| San Diego                | inte Tier I   | inte Tier I   | inte Tier I   | inte Tier I   | inte Tier I   | inte Tier I   | inte Tier I   | A           | A             | A             | A             | Spelades inte | 0 / 0      | 0–0         |
| Karriärstatistik         |               |               |               |               |               |               |               |             |               |               |               |               |            |             |
| Spelade turneringar      | 3             | 2             | 15            | 20            | 26            | 29            | 30            | 16          | 10            | 8             | 1             | 13            | N/A        | 173         |
| Finalist                 | 0             | 1             | 0             | 0             | 3             | 3             | 1             | 0           | 0             | 0             | 0             | 0             | N/A        | 8           |
| Vinna turneringar        | 0             | 0             | 0             | 0             | 3             | 2             | 0             | 0           | 0             | 0             | 0             | 3             | N/A        | 8           |
| Hardcourt vinst/förlust  | 8–3           | 3–1           | 4–6           | 15-13         | 26-11         | 19-10         | 15-14         | 2–6         | 2–3           | 0–2           | 0–0           | 5–2           | N/A        | 99–71       |
| Grus vinst/förlust       | 0–0           | 0–0           | 7–6           | 9–4           | 16-8          | 20-7          | 8–9           | 1–5         | 10–7          | 7–4           | 0–1           | 29–7          | N/A        | 107–58      |
| Gräs vinst/förlust       | 0–0           | 7–1           | 9–2           | 6–2           | 6–3           | 8–2           | 2–2           | 0–3         | 0–0           | 0–1           | 0–0           | 0–0           | N/A        | 38–16       |
| Matta vinst/förlust      | 0–0           | 0–0           | 1–2           | 5–2           | 5–1           | 6–7           | 3–5           | 3–2         | 0–0           | 3–1           | 0–0           | 1–1           | N/A        | 27–21       |
| Total vinst/förlust      | 8–3           | 10–2          | 21–16         | 35–21         | 53–23         | 53–26         | 28–30         | 6–16        | 12–10         | 10–8          | 0–1           | 35–10         | N/A        | 271–166     |
| Ranking vid årets slut   | Ingen         | 341           | 43            | 26            | 8             | 9             | 15            | 125         | 349           | 617           | Ingen         | 178           | N/A        | N/A         |